# HD 140784
HD 140784，又名CD-3410524，SAO 206962、HR 5860，是一颗恒星，视星等为5.61，位于銀經339.17，銀緯15.58，其B1900.0坐标为赤經15h 40m 20.8s，赤緯-34° 15.58′ 10″。